# Romanovkai járás

A Romanovkai járás a Szaratovi területen

A Romanovkai járás (oroszul Романовский муниципальный район) Oroszország egyik járása a Szaratovi területen. Székhelye Romanovka.

## Népesség
- 1989-ben 19 404 lakosa volt.
- 2002-ben 18 150 lakosa volt.
- 2010-ben 16 226 lakosa volt, melyből 15 430 orosz, 227 örmény, 157 ukrán, 61 azeri, 40 tatár stb..